# Ingo Borgmann
Ingo Borgmann (* 17. Juni 1965 in Hamm) ist ein ehemaliger deutscher Wasserballspieler. Er war 1989 Europameister.

## Sportliche Karriere
Der 1,96 Meter große Ingo Borgmann war Torhüter beim ASC Duisburg. 1989 gewann er mit Duisburg den deutschen Pokal.
In der deutschen Nationalmannschaft debütierte Borgmann 1987. Bei der Europameisterschaft 1987 in Straßburg belegte die deutsche Mannschaft den vierten Platz hinter der Mannschaft aus der Sowjetunion, den Jugoslawen und den Italienern. Zunächst war Borgmann zweiter Torhüter hinter Peter Röhle. Bei den Olympischen Spielen 1988 in Seoul wurden Röhle und Borgmann in allen sieben Spielen eingesetzt. Die deutsche Mannschaft gewann ihre Vorrundengruppe mit fünf Siegen in fünf Spielen. Nach einer 10:14-Halbfinalniederlage gegen die Jugoslawen unterlag die deutsche Mannschaft im Spiel um den dritten Platz der Auswahl aus der Sowjetunion mit 13:14 und belegte den vierten Platz. Im Jahr darauf waren Röhle und Borgmann auch das Torhütergespann bei der Europameisterschaft in Bonn. Nach einem Halbfinalsieg über die Mannschaft aus der Sowjetunion traf die deutsche Mannschaft im Finale auf die Jugoslawen. Das Endspiel wurde erst in der Verlängerung entschieden, als Rainer Osselmann das Golden Goal für die Deutschen warf.
Anfang 1991 belegte Borgmann mit der deutschen Mannschaft den fünften Platz bei der Weltmeisterschaft in Perth. Danach setzte Borgmann in der Nationalmannschaft für den Rest des Jahres aus Studiengründen aus. Bei den Olympischen Spielen 1992 in Barcelona bildeten noch einmal Ingo Borgmann und Peter Röhle das Torhütergespann, wobei Röhle aber nicht eingesetzt wurde. Die deutsche Mannschaft belegte in der Vorrunde den vierten Platz in ihrer Gruppe und erreichte in den Platzierungsspielen den siebten Platz. Vier Jahre später bei den Olympischen Spielen 1996 in Atlanta war Borgmann in allen neun Spielen dabei. Daniel Voß, der in den Jahren zuvor Stammtorwart gewesen war, kam zu keinem Einsatz. Die deutsche Mannschaft belegte den neunten Platz.
Ingo Borgmann studierte Medizin an der Universität Duisburg und wurde Facharzt für Orthopädie und Unfallchirurgie. Borgmann war mit der Schwimmerin Britta Dahm verheiratet, die Ehe wurde später geschieden.